# Громовержець Росс
Генерал Тадеус Е. «Громовержець» Росс (англ. General Thaddeus E. «Thunderbolt» Ross), також відомий як Червоний Халк (англ. Red Hulk) — вигаданий персонаж з коміксів американського видавництва Marvel Comics із зображенням Галка. Є військовим офіцером США, батьком Бетті Росс, колишнім тестем Гленна Телбота, тестем доктора Брюса Беннера, який був керівником проєкту «Гамма-бомба», що перетворив його на Халка. Після створення Халка Росс переслідує істоту з все більшою одержимістю і дізнавшись, що Беннер і Халк — це одне ціле, Росс полює і на Беннера. У 2008 році Росса було перетворено на Червоного Халка, щоб краще боротися зі своїм супротивником.
З’явився у численних медіа-адаптаціях, включаючи мультсеріали, відеоігри та повнометражні фільми. Його зобразили Сем Елліотт у фільмі 2003 року «Халк» та Вільям Герт у фільмах кіновсесвіту Marvel, серед яких «Неймовірний Халк», «Перший месник: Протистояння», «Месники: Війна нескінченності», «Месники: Завершення» та майбутній «Чорна вдова».

## Історія публікацій
Громовержець Росс уперше з'явився в The Incredible Hulk #1 (травень 1962), був створений Стеном Лі та Джеком Кірбі як супротивник для Галка. Він був новим персонажем у цій серії. Його походження було розкрито в The Incredible Hulk #291. Червоний Галк уперше з'явився у Hulk vol. 3 #1 (січень 2008), де його створили Джеф Леб та Ед МакҐіннес, але факт про те, що він є Россом розкрили лише пізніше. Він з'являвся протягом усієї серії з п'яти томів. Походження Червоного Галка було розкрито в Hulk #23.
Червоний Галк почав з'являтися як регулярний персонаж у четвертому томі Avengers від випуску #7 (січень 2011) до останнього #34 (січень 2013). Його популярність призвела до того, що він став головним героєм у коміксі 2012 року Thunderbolts за авторством Деніела Вейя і Стіва Діллона. Він також фігурував у випусках #1-3 коміксу 2011 року The Avenging Spider-Man Зеба Веллса та Джо Мадурейри як помічник головного героя Людини-павука.

## Вигадана біографія
Росс виріс у військовому середовищі з батьком і дідусем, що служили військовими.
Росс — генерал ВПС США, який керував проєктом зі створення гамма-бомби Брюса Беннера. Його дочка, Бетті, подобається молодому вченому, поглиблюючи неприязнь Росса до «слабкого» вченого Беннера. Після перетворення Беннера на Галка, Росс проводить роки, переслідуючи монстра, стаючи досить одержимим ним, щоб здійснити державну зраду, об'єднавшись з суперлиходіями Лідером, МОДОКом і Огидою з ціллю знищити Галка. За свій запальний характер він отримав прізвисько «Громовержець». Звільнений з армії, він з'являється на весіллі Бетті і Брюса з пістолетом і стріляє в Ріка Джонса. Агент Щ.И.Т. Клей Квотермейн вербує його для злиття з електричною істотою Зззаксом — експеримент, що дав Россу надздібності, натомість роблячи його психічно нестабільним. Пізніше він повертається до людської форми, але зберігає деякі залишкові енергогенеруючі сили.
Нарешті, Невермайнд, мутант, що поглинає життєву енергію людей, атакує Гамма-базу в пошуках сильного господаря, в даному випадку Галка. Беннер та Рік Джонс (який тоді був Галком), героїчно перемагають мутанта і тоді Росс розуміє, що він помилявся з приводу того, що Галк був бездумним монстром. Він рятує свою дочку від загибелі, дозволяючи мутанту зачепитися за нього і той поглинає його енергетичні ресурси, які він отримав від Зззакса. Даючи благословення Брюсу і Бетті, він помирає на руках дочки.
Пізніше тіло Росса викрадає Лідер, який використовує повноваження одного зі своїх послідовників, щоб воскресити Росса. Він перетворює його на безглузду заміну свого загиблого солдата Спасителя. Зрештою Росс видужує і його відроджують агенти чужопланетянина Трояна, він повертаються до ВПС. Пізніше він придумує більш рентабельний метод протистояння Галку, коли він перебуває у своїй спокійній стадії: активний опір. Він і його люди просто в жодному разі не стріляють у Галка і не переслідують його. Розгублений Галк не злиться і не прокидається у тілі Беннера.   
Громовержець подружився з Беннером, але коли Бетті, здавалося б, померла через те, що (за припущеннями Росса і Беннера) опромінена ДНК взаємодіє з нею, він знову переслідує Галка з метою помститися.
Приблизно в цей же час генерал Райкер керує переслідуваннями Галка. Росс побічно бере участь, спостерігаючи, як Райкер психологічно мучить Беннера, щоб спробувати з'ясувати, як працює Галк. Він рятується від контролю Райкера і після кількох пригод губиться в космосі.   
Коли Галк повертається із заслання та ініціює Світову війну Галка, генерал Росс, одягнений у зірки повного генерала вирішує ще раз вступити у бій з ним після того, як велетень перемагає Залізну людину. Після невдалого нападу на Галка, Росса і його людей беруть у полон і сковують у ланцюги під наглядом армії Галка, допомогою якої він заручився з космосу. Галка врешті-решт перемагають за допомогою супутникової зброї, яка стріляє по ньому, повертаючи до людської форми.

### Військова кар'єра
Військова приналежність Росса була непослідовно зображена в коміксах. Багато ранніх історій про Галка зображували Росса як генерала армії, який намагався захопити або знищити Галка з його батальйоном під назвою Галкбастери. Однак він також часто фігурує у військовій формі ВПС, подібно до його першої появи в The Incredible Hulk #1. Однак розповіді про його службу під час Другої світової війни зображають його як офіцера Повітряного корпусу Армії США, оскільки Військово-повітряні сили не були окремим підрозділом Збройних Сил до 18 вересня 1947 року. У колонці запитань і відповідей у листопаді 2010 року тодішній головний редактор Marvel Джо Кесада уточнив, що Росс є членом ВПС США, і що невідповідності в його формі можна пояснити через художню ліцензію, з якою художники намагалися представити більш драматичну форму, тому Росс може бути частиною спецпідрозділу ВПС, або його версії у всесвіті Marvel.
Приналежність до американської армії також дотримується в різних медіа-адаптаціях, таких як мультсеріали про Галка 1966 та 1996-1998 років, а також фільми Енга Лі «Галк» (2003) і «Неймовірний Галк» (2008) Луї Леттерьє, де роль Громовержця виконують Сем Елліотт і Вільям Герт відповідно. The Official Handbook of the Marvel Universe: Hulk 2004 офіційно визначає Росса як тризіркового генерал-лейтенанта ВПС США. 

### Червоний Галк
Червоний Галк (також відомий як Ралк) був представлений у 2008 році в Hulk #1. Він був створений для того, щоб бути без усіляких перешкод тактично розумним противником Галка. Хоча Кеннет Джонсон, творець телесеріалу «Неймовірний Галк» 1970-х років, запропонував Червоного Галка для цієї адаптації десятиліттями раніше. Головний редактор Marvel Джо Кесада запропонував ідею ввести червону версію героя, людська ідентичність якого була секретом. Спочатку особистість Ралка була невідомою читацькій авдиторії.
Вступна сюжетна арка Hulk, прем'єра якого відбулася у 2008 році, показала, що персонаж дуже агресивний, оскільки Червоний Галк убиває ворогів Галка — Вендиго та Огиду; знищує гелікеріер Щ.И.Т.; перемагає кількох героїв Marvel і, спричинивши землетрус у Сан-Франциско, остаточно переможений об'єднаними зусиллями Галка і бога грому Тора. У наступній сюжетній лінії Колекціонер об'єднує персонажа з іншими лиходіями в команду під назвою Кривдники, злісну версію супергеройської команди Захисники, намагаючись запобігти возз'єднанню оригінального Галка з його минулим коханням Джареллою. У цій історії Червоний Галк сифонує Космічну Силу від Срібного серфера і, здавалося б, вбиває його, краде його серф, разом з космічною сокирою Терракса і за їх допомогою відправляється убивати Неймора, Тигрову акулу, Доктора Стренджа, Барона Мордо, Ґросмайстра в додаток до убитих Терракса і Психо-людини. Однак, коли Червоний Галк відкриває це Галактусу, божество швидко забирає у нього Космічну Силу. Згодом майже кожного, кого він убив, повертають до життя, видаливши спогади про цю подію.
Пізніше виявляється, що Червоний Галк був створений у рамках програми «Суперсолдат», зокрема Доком Самсоном та кримінальним аналітичним центром Інтелігенція, на чолі з противником Галка МОДОКом. Сюжетна арка «Код Червоний» 2009 року також натякала на реальну особистість Ралка та ввела персонажа Червону Жінку-Галка, коли Доміно визначила Червоного Галка до його перетворення.  
У сюжетній лінії 2010 року «Падіння Галків: Гамма» Червоний Галк розповідає про те, що він убив генерала Росса за наказом Брюса Беннера, з яким він уклав союз. Однак сюжетна лінія «Світова війна Галка» 2010 року виявляє, що Червоний Галк — це і є Громовержець Росс, Червона Жінка-Галк — його дочка Бетті, а «вбитий» Росс був ЖМЛ (життєздатна модель людини; робот), що переконав весь світ у смерті Росса. Тоді Червоний Галк перешкоджає плану Інтелігенції підкорити Сполучені Штати за допомогою ЖМЛ Гленна Телбота, знищивши робота, і сам намагається захопити країну. Йому перешкоджає відновлений Галк (що володіє інтелектом Беннера), скориставшись виснаженням і перегріванням Ралка. Галк повідомляє Червоному, що його ідея підробити смерть Росса провальна і що він більше ніколи не зможе відновити своє добре ім'я. Після ув'язнення Червоного Галка у Гамма-базі Беннер домовляється з капітаном Стівом Роджерсом, щоб Ралк приєднався до Месників.
Після того, як Роджерс вербує Червоного Галка, йому вдається зупинити невдалий план Інтелігенції під назвою «Випалена земля». Хоча Беннер стверджував, що усунув здатність поглинати енергію у Росса, оскільки це шкодило його здоров'ю, було показано, що персонаж усе ще володіє цією здатністю. Після подій програми «Обпалена Земля» Червоний Галк отримує любовний інтерес у вигляді ЖМЛ на ім'я Енні. Червоний Галк час від часу піддається нападу на колишнього протеже Громовержця Росса, генерала Реджинальда Фортіна, колишнього вченого, що отримав надлюдські мутації від МОДОКа на ім'я Нуль/Один та індійського серійного вбивці Чорний туман.
Червоний Галк відіграє важливу роль у кризі Каменів Вічності у рамках сюжетної лінії «Вік героїв». Під час сюжетної лінії «Страх сам по собі» 2011 року Червоний Галк безуспішно намагається зупинити Істоту (у формі Енґріра, Розбивача душ) від руйнування Вежі Месників. Енґрір знешкоджує Червоного Галка, відкидаючи його далеко за межі міста, у штат Вермонт.
У рамках перезапуску Marvel NOW!, Ралк очолює недержавну спонсоровану версію Громовержців.
Після того, як Галк забирає здібності Ріка Джонса, Скаара та Бетті Росс, Громовержець Росс починає стежити за рухами Галка. Це врешті-решт призводить до лютої битви, в якій Док Грін ослаблює Червоного Галка та вводить йому формулу, яка повертає його до людської форми. Армію повідомляють про це і, приїхавши, вони заарештовують Росса за те, що він зрадив країну.
Під час сюжетної лінії «Громадянська війна II» 2016 року виявлено, що Громовержець Росс знаходиться у класифікованій військовій в'язниці.
У 2018 році спецвипуск Captain America до Дня безплатних коміксів указує на те, що Росс більше не знаходиться в ув'язненні. Згодом у прем’єрному випуску серії Captain America цього року виявлено, що Росса було звільнено за допомогу осередку опору під час сюжетної лінії «Таємна імперія» та призначено керівником розслідування нападу. Однак пізніше його вбив невідомий вбивця, тоді як Капітан Америка був обрамлений за його вбивство.

## Сили та здібності
Редактор Marvel Марк Панічча описав Червоного Галка як «абсолютно нерозпущеного, тактично розумного», тоді як сценарист Джеф Леб заявив, що «Червоний Галк — це такий тип Галка, якого ми ще не бачили — думаючий, обачний, жорстокий і озброєний вид Галка», щоб ще більше віддалити персонажа від оригіналу: «Все, що не Зелений Галк, є Червоним Галком. За винятком, звичайно, його здібностей, які однакові. І він виглядає так само, за винятком того, що він червоний. І він однакового розміру. Але крім цього, вони є суцільними протилежностями». Він має здібності, майже ідентичні тим, що у нинішнього Галка, що включають надлюдські силу, швидкість, витривалість, стійкість і регенерацію. Персонаж також може випромінювати тепло зі своїх очей у неозлобленому стані, а також може збільшувати свої сили, поглинаючи різні види енергії, наприклад, гамма-випромінювання (одного разу, змусивши Галка повернутися до стану Брюса Беннера) і Космічну Силу. Коли Кейбл заразився техно-органічним вірусом під час сюжетної лінії «Санкція-Ікс», він був в змозі контролювати це тепло, щоб випалити вірус з його організму. Червоний Галк був створений завдяки поєднанню гамма-випромінювання та космічних променів. Супутники, що використовувались для повернення Галка до людської форми наприкінці «Світової війни Галка» містили ті ж пристрої і типи живлення, що перетворили Росса в Червоного Галка. На відміну від зеленого Галка, Червоний Галк не повертається до людської форми, коли він непритомний, а його кров є флюоресцентною жовтою замість зеленої, зберігаючи колір навіть у людській формі. На відміну від зеленого Галка, який стає все сильнішим у міру посилення люті, з гнівом піднімається температура тіла Ралка. Хоча спека досить сильна, щоб переплавити пустельний пісок у скло, він змушує його слабшати, коли стає занадто інтенсивним, оскільки в його фізіології відсутній механізм охолодження для боротьби з надлишком тепла. Червоний Галк також показав слабкість до енергії Негативної Зони, при спробі поглинання якої вона викликала пекучий біль і виснажувала його. 

## Альтернативні версії
- У продовженні Marvel 1602 під назвою 1602: New World адмірал Росс командує судном Військово-морських сил Великої Британії, відправлене в Роанок, щоб вгамувати «чаклунство», включаючи версію Галка з 1602 року.[34]
- У кросоверній сюжетній лінії 1995-1996 років «Ера Апокаліпсиса» генерал «Громовержець» Росс є членом Вищої Ради людей — руху, присвяченого захисту людей від смертоносних воїнів Апокаліпсиса.[35]
- У всесвіті Amalgam Comics Росс виступає керівником проєкту Кадмус. Він зображений набагато приємнішим, оскільки він усиновлює майбутнього Хлопчика-павука і дає йому ім'я Піт Росс, після того, як відчуває провину через клона. Він відіграє роль, схожу на дядька Бена з основного всесвіту, як його називає Піт «дядько Ген». Після того, як його вбиває злочинець, Піт вирішує стати героєм.[36]
- У альтернативному світі newuniversal генерал Тад Росс є головою Об'єднаного комітету начальників штабів США. Він піддається критиці за використання ядерної зброї на надлюдях.[37][38]
- У Ultimate-всесвіті генерал Росс (чітко визначений в Ultimate FF #1 як генерал армії) є керівником Щ.И.Т.. Пізніше він покидає цю посаду і займається урядовим зв’язком з аналітичним центром, що управляє Фантастичною четвіркою, в цьому йому допомагає генерал Гленн Телбот.[39]
- У серії коміксів Кріса Джарруссо Mini Marvels для всіх вікових категорій Громовержець Росс у формі Червоного Галка зображений як дружелюбний персонаж з обмеженим інтелектом, а також як друг Зеленого Галка та Синього Галка. Його людська форма фігурує в історії «Дата зустрічі з Галком»[40], де дозволяє Бетті піти на побачення з Галком, але відправляє за ним робота Галкбастера, щоб утримати його від будь-яких «забавних речей».
- У всесвіті Marvel Noir Едвін Джарвіс згадує Росса як людину, яку він знав у часи Першої світової.[41]
- У сюжетній лінії «Відродження героїв» 1996-1997 років Росс жив у часи Другої світової війни і був присутній, коли Капітан Америка протестував проти використання атомної бомби на Хіросімі під час зустрічі з президентом США Гаррі С. Труменом. Це спонукає Росса поставити Ніка Ф'юрі за керівництво новим агентством Щ.И.Т., яке співпрацює з Капітаном Америка.[42] Десятиліттями пізніше Росс став начальником штабу військових США. На момент своєї першої появи він перебував у лікарні, одужуючи від серцевого нападу. Його відвідала його дочка Ліз Росс, яка тоді була начальником служби безпеки в Stark International.[43]
- У всесвіті Marvel Mangaverse генерал Росс командує озброєною космічною станцією, яка безуспішно намагається знищити пожирача планет, прибульця Галактуса, але він знищує її.

## Поза коміксів

### Мультсеріали
- Перша мультиплікаційна поява Громовержця Росса відбулася у анімаційному телешоу «Супергерої Marvel» (1966), де його озвучив Пол Клігман.
- Громовержець Росс з'явився в мультсеріалі від NBC «Неймовірний Галк», (1982) його озвучив Роберт Ріджелі.
- Джон Вернон озвучив Росса в мультсеріалі «Неймовірний Галк» (1996) від UPN.
- Громовержець Росс має неозвучене камео в «Фантастичній четвірці: Найбільші герої світу» (2006). В епізоді «Жорсткі стулки» його можна помітити, коли армія Сполучених Штатів заарештовує агента Пратта після того, як Галк загубився серед бедленду.
- Росс і його форма Червоного Галка з'являються у мультсеріалі «Месники: Могутні герої Землі» (2010). Росса озвучив Кіт Фергюсон, а анімаційний дебют Червоного Галка — Фред Татаскьор.
- Персонаж також представлений у «Залізній людині: Пригоди у броні» (2009), озвучений Еріком Баузою. Він з'являється в епізодах «Хеві-метал» та «Лють Галка».
- Громовержець Росс / Червоний Галк з'являється в різних мультсеріалах Marvel, показаних на Disney XD, в озвученні Кленсі Брауна.[44][45][46] Він є одним з головних персонажів «Галка та агентів У.Д.А.Р.» (2015) як Червоний Галк. Персонаж також з'явився в мультсеріалах «Досконала Людина-павук» (2012) і «Месники: Загальний збір» (2013) — як Червоний Галк у «Досконалій Людині-павук: Павутинні воїни», «Месниках: Революція Альтрона» та «Месниках: Секретні війни», а його людська форма в «Досконалій Людині-павук проти Зловісної шістки».

### Фільми
- Сем Елліотт зіграв роль генерала Росса у фільмі «Галк» (2003) режисера Енга Лі. Ця версія генерала Росса є чотиризірковим адміністратором Пустельної бази, пізніше відомої як Гамма-база в 1970-х і був колегою Девіда Беннера (батька Брюса Беннера).
- Тадеус Росс у виконанні Вільяма Герта з'являється у фільмах кіновсесвіту Marvel. Він дебютував у фільмі «Неймовірний Галк» (2008).[47] За сюжетом Росс вистежує Брюса Беннера після експерименту зі спроби повторити сироватку суперсолдата, що перетворив Беннера в Галка. Він вводить сироватку Емілю Блонському, щоб той відстежував Беннера, а пізніше став лиходієм Огидою. Наприкінці фільму Росс знаходиться в барі після поразки Блонського, коли Тоні Старк заходить у заклад і повідомляє йому, що команда збирається.
- У фільмі «Перший месник: Протистояння»[48][49][50] Росс є державним секретарем США і представляє Месникам Соковійські угоди, за якими вимагається, щоб усі особи з надздібностями були під наглядом Організації Об'єднаних Націй. Угоди розділили Месників на дві фракції: прореєструючу на чолі з Тоні Старком та антиреєструючу на чолі зі Стівом Роджерсом.[51][52][53] Коли Роджерс, Сем Вілсон і Бакі Барнс стають втікачами, Росс надає Старку 36 годин, щоб доставити їх під варту. Він також виконує функцію наглядача за Рафтом, в'язниці з максимальною охороною, де затримані союзники Роджерса за порушення угод. У кінці фільму Росс телефонує Старкові, повідомляючи, що Роджерс вдерся до Рафту, визволивши своїх союзників.[54][55]
- Росс з'являється як голограма в «Месниках: Війна нескінченності», сперечаючись з Джеймсом Роудсом про те, що Стів Роджерс, Сем Вілсон, Наташа Романова та Ванда Максимова є злочинцями за те, що вони протистояли Соковійським угодам. Коли герої-втікачі повертаються до Месників після того, як Віжн майже помер від рук дітей Таноса, Росс наказує Роудсу заарештувати їх.[56]
- Росс фігурує наприкінці «Месників: Завершення», відвідуючи похорон Старка з низкою інших персонажів КВМ.[57]
- Росс з’явиться у майбутньому фільмі «Чорна вдова».[1]

Режисер Джо Руссо розказав, що перетворення персонажа у Червоного Галка було розглянуте під час виробництва «Першого месника: Протистояння», але було вирішено, що в розповіді не вистачає місця для обґрунтування цього розвитку подій. Сценарист Крістофер Маркус заявив, що недовгий час варіант включення Ралка знову розглядався у фільмі «Месники: Завершення», і що можливо, Росс може одного разу з'явитися у цій формі. Виконавець ролі, Вільям Герт, заявив: «Я б не проти відчути, що я маю стільки сил… Я створив его Тадеуса такого ж розміру, як і монстра. З мірою заплутаною можливістю. Я б відзняв це». Режисер фільмів КВМ Джеймс Ганн висловив зацікавленість зняти фільм з обома Галками, але проєкт так ніколи і не вступав у стадію виробництва через конфлікти з Universal.

### Відеоігри
- Генерал Джон Райкер говорить по телефону з генералом Россом на Гамма-базі, повідомляючи про захоплення Брюса Беннера і стан Бетті Росс у відеогрі Hulk (2003) за мотивами однойменного фільму.
- Герой з'являється у The Incredible Hulk: Ultimate Destruction (2005), де його озвучив Дейв Томас.
- Вільям Герт озвучив Росса у The Incredible Hulk (2008). Червоний Галк є іграбельним персонажем у ексклюзивній версії для Xbox 360.[61]
- Червоний Галк доступний як альтернативний скін Галка у наступних відеоіграх: Marvel: Ultimate Alliance 2 (2009)[62], Marvel Super Hero Squad (2009), Marvel Super Hero Squad: The Infinity Gauntlet (2010), Marvel vs. Capcom 3: Fate of Two Worlds (2011), Ultimate Marvel vs. Capcom 3 (2011) та Marvel vs. Capcom: Infinite (2017).
- Ралк є іграбельним героєм у Marvel Super Hero Squad Online (2011). Його озвучив Том Кенні.
- У Marvel: Avengers Alliance (2012) можна відкрити Червоного Галка як іграбельного персонажа.
- Громовержець Росс / Червоний Галк є іграбельними у Lego Marvel Super Heroes (2013).[63] Першого озвучив Джон ДіМаджіо, другого — Фред Татаскьор.
- Червоний Галк також є іграбельним героєм у Marvel: Contest of Champions (2014) і Marvel: Future Fight (2015).
- Тадеус Росс і його Ралк-версія доступні як іграбельні персонажі у Lego Marvel's Avengers (2016).
- Червоний Галк є іграбельним у мобільній грі Marvel Puzzle Quest (2013). Герой був доданий у жовтні 2015 року, в честь другої річниці виходу гри.[64]
- Росс / Червоний Галк фігурує у Lego Marvel Super Heroes 2 (2017).[65] За сюжетом він є одним з Руйнівників Світів, наряду з Галком, Маестро і Ґрінскіном Смештроллем.

### Іграшки
Червоний Галк продається у вигляді екшн-фігурок та мініатюрних статуеток.

## Критика та відгуки
У 2009 році Громовержець Росс отримав 71-е місце у категорії «Найбільші лиходії коміксів усіх часів» за версією IGN.

### Сприйняття Червоного Галка
Комікси із зображенням Червоного Галка продавались добре, але отримали неоднозначні відгуки. Перші п’ять номерів Hulk були розпродані, а другий друк містив нові обкладинки. Випуск #6 був другим найпопулярнішим найменуванням вересня 2008 року, а номер 10 був шостим у лютому 2009 року.
Оґі Де Блік-молодший із Comic Book Resources дав першим шести випускам позитивний відгук, описуючи це як «дурне веселе дійство» та «попкорновий комікс». Де Бліку сподобалося відсутність тонкості Леба, коли він роздавав підказки, кажучи: «Це книга, де будь-коли хтось збирається розкрити велику таємницю, вони вибиваються ударом по обличчю від Червоного Галка або спустошенням кулемета». Його єдина критика полягала в тому, що, хоч йому і сподобалися художні твори, він вважав би за краще художника Дейла Кеуна.
Червоний Галк був занесений до №41 у «Топ-50 Месників» за версією IGN. Рецензент IGN Джессі Шедін в основному критично ставився до серії, посилаючись на відсутність розвитку персонажів та акцент на безперервних послідовностях дій над поточним питанням про особистість Червоного Галка. Шедін також насміхався над поводженням з іншими персонажами Marvel на сторінках Hulk, коментуючи п'ятий випуск: «Серія вже ставилася до Жінки-Галка та Залізної людини як до тряпічних ляльок, котрі руйнуються під дивовижною силою Червоного Галка. Тепер настала черга Тора». Заявляючи про погані діалоги, поганий темп та жорстоке поводження з персонажами, Шедін заявив, що робота Еда МакҐіннеса як художника була єдиною рятувальною грацією для коміксу.

## Колекційні видання
| Назва                              | Зібраний матеріал                                                                                                   | Дата виходу   | ISBN                   |
| ---------------------------------- | --- | ------------- | ---------------------- |
| Hulk Vol. 1: Red Hulk              | Hulk vol. 2 #1–6 | лютий 2009    | ISBN 0-7851-2882-4     |
| Hulk Vol. 2: Red & Green           | Hulk vol. 2 #7–9; King-Size Hulk #1                                                                                 | липень 2009   | ISBN 0-7851-2884-0     |
| Hulk Vol. 3: Hulk No More          | Hulk vol. 2 #10–13; Incredible Hulk #600                                                                            | лютий 2010    | ISBN 0-7851-4052-2     |
| Hulk: Fall of the Hulks Prelude    | Hulk vol. 2 #2, 16; Skaar: Son of Hulk #1; Hulk: Raging Thunder; Planet Skaar Prologue; All-New Savage She-Hulk #4; | лютий 2010    | ISBN 0-7851-4315-7     |
| Hulk Vol. 4: Hulk vs. X-Force      | Hulk vol. 2 #14–18                                                                                                  | червень 2010  | ISBN 0-7851-4053-0     |
| Hulk: Fall of the Hulks – Red Hulk | Fall of the Hulks: Red Hulk #1–4                                                                                    | серпень 2010  | ISBN 0-7851-4795-0     |
| Hulk Vol. 5: Fall of the Hulks     | Hulk vol. 2 #19–21; Fall of the Hulks: Gamma                                                                        | листопад 2010 | ISBN 0-7851-4054-9     |
| Hulk Vol. 6: World War Hulks       | Hulk vol. 2 #22–24                                                                                                  | березень 2011 | ISBN 0-7851-4267-3     |
| Red Hulk: Scorched Earth           | Hulk vol. 2 #25–30                                                                                                  | травень 2011  | ISBN 0-7851-4896-5     |
| Planet Red Hulk                    | Hulk vol. 2 #30.1, 31–36                                                                                            | жовтень 2011  | ISBN 0-7851-5578-3     |
| Fear Itself: Hulk                  | Hulk vol. 2 #37–41                                                                                                  | лютий 2012    | ISBN 0-7851-5579-1     |
| Hulk: Hulk of Arabia               | Hulk vol. 2 #42–46                                                                                                  | квітень 2012  | ISBN 0-7851-6095-7     |
| Hulk: Haunted Hulk                 | Hulk vol. 2 #47–52                                                                                                  | серпень 2012  | ISBN 978-0-7851-6099-1 |
| Red Hulk: Mayan Rule               | Hulk vol. 2 #53–57                                                                                                  | листопад 2012 | ISBN 0-7851-6097-3     |